# Rasbora tawarensis
Rasbora tawarensis là một loài cá vây tia ở Cyprinidae.
Nó chỉ được tìm thấy ở Indonesia.